# كنز ساندور
كنز ساندور في جزر فارو عُثر عليه في ساندور عام 1863 ويتكون من 98 قطعة نقدية فضية، ويعتقد أنها دُفنت بين عامي 1070 و1080. هذا الاكتشاف يعد أقدم خزينة نقدية يعثر عليها بالأرخبيل.
خزينة ساندور لا تثير للاهتمام فقط بسبب عُمر القطع النقدية ولكن أيضا بسبب أصلوها، لأنها تشير مع أي بلدان كان الفاريون قد تاجروا في القرن الحادي عشر. وعموما يفترض أن فترة الفايكنغ قد انتهى على جزر فارو سنة 1035. في الفترة التالية، وقعت جزر فارو تحت تأثير متزايد من النرويج، والأمر الذي قاد بعد ذلك إلى النظام النقدي الفعلي للجزر فارو.
توجد القطع اليوم في المتحف الوطني للجزر فارو (Føroya Fornminnissavn) في العاصمة تورسهافن وهو من أهم مقتنياته.

## موقع الاكتشاف والمالك
عُثر على القطع النقدية في سنة 1863 دون أي صقد. فقد كان حفـّارو قبور يحفرون قبراً بجبانة ساندور، كان لا بد وأن يكون عميقاً بصفة خاصة لدفن جثتين لاثنين من ضحايا الطاعون.
و كان موقع الاكتشاف في البقعة حيث كان يوجد مذبح كنيسة ساندور الأولى (و ثانية كنائس جزر فارو على الإطلاق). يظن المؤرخون اليوم أن هذه الكنيسة هي كنيسة خاصة لمزارع ثري، منذ أكتشاف مقبرة فايكنغ بالجوار الملاصق. من الممكن أن يعود الكنز يعود إلى المزارع الثري وليس إلى الكنيسة.
و لئن كانت النقود لمزارع ثري، فإن العدد الكبير من القطع النقدية ألمانية تشير لمُصَدّرٍ للصوف الفاري إلى هناك أو إلى وسيط تاجَر بهذه النقود.

## العملات
- من انكلترا :
  - 3 قطع من عهد إثلرد الثاني (978 - 1013 و1014 - 1016).
  - 9 قطع من عهد كانوت العظيم (1016 - 1035)، إحداها مزيفة.
  - 3 قطع من عهد هارولد الأول (1035 - 1040).
  - 8 قطع من عهد إدوارد المعترف (1042 - 1066).
  - قطعة واحدة لا يمكن تحديدها ولكنها مزيفة.
- قطعة واحدة من إيرلندا، لم يمكن التثبت من تاريخها، ولكنها قبل عام 1050.
- من الدنمرك :
  - قطعتين اثنتين من عهد كانوتي الثالث (1035 - 1042).
  - قطعة واحدة في الفترة ما بين 1050 و1095.
  - قطعتين مزيفتين.
- 17 قطعة من المملكة النرويجية :
  - قطعة واحدة من عهد المشترك لماغنوس الأول وهارالد الثالث (1046 - 1047).
  - قطعتين اثنتين من عهد هارالد الثالث.
  - 4 قطع من عهد المشترك لماغنوس الثاني وأولاف الثالث
  - 10 قطع غير مؤرخة إمّا من العهد السابق أو من عهد أولاف الثالث (1069 - 1093).
- 50 قطعة من ألمانيا :
  - قطعة واحدة من عهد كونراد الثاني (1024—1039)
  - قطعتين اثنتين من عهد برونو الثالث (1038 - 1057)
  - قطعة واحدة من عهد تيودريك من اللورين (959 - 1032)
  - قطعة واحدة من عهد الأسقف إبرهارت الأول من أوغوسبورغ (1029 - 1047) مع شبه مع قطع كونراد الثاني.
  - قطعة واحدة من عهد الأسقف برنولد فون أوترخت (1027 - 1054)
  - قطعة واحدة غير مؤكدة الأصل من نفس النوع، كتب عليها أنها من أوتريخت (اليوم في هولندا)
  - قطعة واحدة من فورتسبورغ
  - قطعة واحدة من برايزاخ
  - قطعة واحدة من تسيليه
  - قطعة واحدة من ديفينتر (اليوم في هولندا)
  - قطعة واحدة من دويسبورغ
  - قطعة واحدة من غوسلار
  - قطعة واحدة من هويا
  - قطعة واحدة من ماغديبورغ
  - قطعة واحدة من ريمانغ
  - قطعة واحدة من شبيير
  - قطعة واحدة من تيل (اليوم في هولندا)
  - 29 قطعة لم يمكن تصنيفها
- فضلا عن قطعة عملة واحدة من المجر من عهد الملك إستفان الأول (997 - 1038)

## وصلات خارجية
- Natmus.fo المتحف الفري الوطني نسخة محفوظة 24 أكتوبر 2005 على موقع واي باك مشين. (باللغة الفرية فقط ولا صور للنقود)
- الإمبراطورة - جزر الفارو 2004 (تقرير سياحي من امرأة أمريكية مأسورة بالكنز)